# Kolmen
Kolmen is de naam van een bedrijventerrein te Alken.
De aanleg van dit bedrijventerrein begon in 1966, toen Alken tot Economisch Ontwikkelingsgebied werd uitgeroepen. Naast de 32 ha die door de Brouwerij Alken wordt ingenomen werd nog 53 ha ontwikkeld onder de naam Kolmen. Hiervan is 40 ha voor de wat grotere bedrijven en 13 ha voor ambachtelijke bedrijven gereserveerd. Het gebied ligt ingeklemd tussen een autoweg en een spoorweg.
Er zijn tegenwoordig (2014) op Kolmen ongeveer 60 bedrijven gevestigd, waarvan 6 bedrijven met meer dan 50 werknemers. Het grootste is Helvoet Pharma Belgium met 550 medewerkers. Dit bedrijf werd opgericht in 1970 en houdt zich bezig met de verpakking van farmaceutische producten. Het is op haar vlak een van de grootste ter wereld. Sinds 2011 heet het: Datwyler Pharma Packaging Belgium.